# Buellia imshaugiana
Buellia imshaugiana är en lavart som beskrevs av R. C. Harris. Buellia imshaugiana ingår i släktet Buellia och familjen Physciaceae.   Inga underarter finns listade i Catalogue of Life.